# نيت رينكينج
نيت رينكينج (بالإنجليزية: Nate Reinking)‏ مواليد 12 ديسمبر 1973 في أوبير ساندوسكي، هو مدرب كرة سلة أمريكي ولاعب معتزل. بدأ مسيرته الاحترافية في سنة 1996. يدرب في دوري الرابطة الوطنية لفئة التطوير. مثّل منتخب بلاده. شارك في دورة الألعاب الأولمبية الصيفية سنة 2012. اعتزل اللعب في 2012. لعب مع لستر رايدرز من سنة 1996 إلى 1998، ثم لعب مع شفيلد شاركس من سنة 1999 إلى 2005.

## روابط خارجية
- نيت رينكينج على موقع الاتحاد الدولي لكرة السلة (الإنجليزية)
- نيت رينكينج على موقع كرة السلة الأوروبية.كوم (الإنجليزية)
- نيت رينكينج على موقع كلية كرة السلة في سبورتس رفرنس.كوم (الإنجليزية)
- نيت رينكينج على موقع ريلجم (الإنجليزية)
- نيت رينكينج على موقع بروبوليرز (الإنجليزية)
- نيت رينكينج على موقع سبورتس رفرنس (الإنجليزية)
- نيت رينكينج على موقع أوليمبيديا (الإنجليزية)
- نيت رينكينج على موقع اللجنة الأولمبية البريطانية (الإنجليزية)